# Lisne, Seredîna-Buda
Lisne (în ucraineană Лісне) este un sat în comuna Holubivka din raionul Seredîna-Buda, regiunea Sumî, Ucraina.

## Demografie
Componența lingvistică a localității Lisne
     Rusă (95,7%)
     Ucraineană (4,3%)
Conform recensământului din 2001, majoritatea populației localității Lisne era vorbitoare de rusă (95,7%), existând în minoritate și vorbitori de ucraineană (4,3%).